# Nizozemske vodoobrambene linije
Nizozemske vodoobrambene linije (nizozemski: Hollandsche Waterlinie; moderni pravopis: Hollandse Waterlinie) predstavljaju obrambeni sustav koji se proteže preko 200 km duž ruba upravnog i gospodarskog središta Nizozemske. Sastoji se od Obrambene linije Amsterdame i Nove nizozemske vodoobranbene linije. Izgrađen između 1815. i 1940., sustav se sastoji od mreže utvrda, nasipa, ustava, crpnih stanica, kanala i inundacijskih poldera, koji zajedno rade na zaštiti Nizozemske primjenom načela privremenog poplavljivanja zemljišta. Ovaj sustav je u svoje vrijeme bio vrhunac fortifikacijske arhitekture i planiranja. Zbog toga je 1996. godine upisan (a 2021. i proširen) na UNESCO-ov popis mjesta svjetske baštine u Europi.

## Povijest
Na početku Osamdesetogodišnjeg rata za neovisnost protiv Španjolske, Nizozemci su shvatili da poplavljivanje nizinskih područja predstavlja izvrsnu obranu od neprijateljskih trupa. To je, na primjer, dokazano tijekom opsade Leidena 1574. god. U drugoj polovici rata, kada je pokrajina Nizozemska oslobođena španjolskih trupa, Maurice od Nassaua planirao ju je braniti linijom poplavljenog zemljišta zaštićenog tvrđavama koje su se protezale od Zuiderzeea (današnji IJsselmeer) do rijeke Waal.
Godine 1629. princ Frederick Henry Oranski započeo je provedbu plana svoga polubrata. Na nasipima i utvrdama izgrađene su ustave, a utvrđeni gradovi stvoreni su na strateškim točkama duž linije s topovima koji su pokrivali nasipe koji su prelazili vodenu liniju. Razina vode u poplavljenim područjima pažljivo je održavana na dovoljno dubokoj da napredovanje pješice bude opasno i dovoljno plitkoj da isključi učinkovitu upotrebu brodova (osim teglenica s ravnim dnom koje su koristili nizozemski branitelji). Ispod razine vode skrivene su dodatne prepreke poput jaraka i usipa (a mnogo kasnije i bodljikave žice i nagaznih mina). Drveće koje je obrubljivalo nasipe koji su činili jedine ceste kroz liniju moglo se pretvoriti u zapreke u ratno vrijeme. Zimi se razina vode mogla manipulirati kako bi se oslabio ledeni pokrov, dok se sam led, kada se razbije, mogao koristiti za stvaranje daljnjih prepreka koje bi izložile napredujuće trupe vatri branitelja dulje vrijeme.
Nizozemska vodoobrambena linija dokazala je svoju vrijednost u manje od četrdeset godina nakon izgradnje, tijekom Francusko-nizozemskog rata (ili Trećeg anglo-nizozemskog rata) (1672.), kada je spriječila vojsku Luja XIV. da osvoje Nizozemsku, iako ju je smrzavanje linije gotovo učinilo beskorisnom. Godine 1794. i 1795. revolucionarne francuske vojske prevladale su prepreku koju je predstavljala Nizozemska vodena linija samo zahvaljujući jakom mrazu koji je smrznuo poplavljena područja.

## Nova nizozemska vodobrambena linija
Nakon konačnog poraza Napoleona 1815. u bitci kod Waterlooa, formirano je Ujedinjena Kraljevina Nizozemska. Ubrzo nakon toga kralj Willem I. Nizozemski odlučio je modernizirati Vodenu liniju koja je djelomice pomaknuta istočno od Utrechta.
U sljedećih 100 godina glavna nizozemska obrambena linija bit će Nova vodoobrambena linija koja je proširena i modernizirana s utvrdama koje sadrže okrugle topovske tornjeve (poput Martellovih kula izgrađenih širom Britanskog Carstva). Na koncu, Nova nizozemska vodoobrambena linija je bila duga 85 km, a njezinih 10 poplavnih područja pokrivalo je površinu od 50,000 ha sa 60 utvrda. Linija je mobilizirana, ali nikada nije napadnuta tijekom Francusko-pruskog rata 1870. i Prvog svjetskog rata.
Na početku Drugog svjetskog rata, većina zemljanih i opečnih utvrda u Vodenoj liniji bila je previše ranjiva za moderno topništvo i napad bombama da bi izdržala dugotrajnu opsadu. Kako bi se to riješilo, dodan je veliki broj malih bunkera. Međutim, Nizozemci su odlučili koristiti istočniju glavnu obrambenu liniju, Grebbeovu liniju, a na Vodena linija je postala pričuvna linija obrane.
Kada je Grebbeova linija probijena 13. svibnja 1940., poljska vojska povučena je na Vodenu liniju. Međutim, moderna taktika mogla je zaobići fiksne obrambene linije, kao što se dogodilo tijekom francuske Maginotove linije. Dok je nizozemska vojska vodila fiksnu bitku na Grebbeovoj liniji, njemačke zračno-desantne trupe iznenada su zauzele južne prilaze srcu „Nizozemske utvrde”, a ključne točke bili su mostovi kod Moerdijka, Dordrechta i Rotterdama. Kada otpor nije prestao, Nijemci su prisilili Nizozemce na predaju zračnim bombardiranjem Rotterdama i prijeteći istim bombardiranjem Utrechta i Amsterdama.
Od osnutka 1815. godine, pa sve do posljednje modernizacije 1940. godine, na Novu nizozemsku vodo0brambenu liniju potrošeno je ekvivalent od oko 50 milijardi eura.
Nakon Drugog svjetskog rata, nizozemska vlada redizajnirala je ideju o vodoobrambenoj liniji kako bi se suprotstavila mogućoj sovjetskoj invaziji. Ova treća verzija vodoobrambene linije izgrađena je istočnije kod IJssela (tzv. IJsselova linija) i u Gelderlandu. U slučaju invazije, vode Rajne i Waala trebale su se skrenuti u IJssel, poplavljujući rijeku i susjedna područja. Plan nikada nije testiran, a nizozemska vlada ga je ukinula 1964. godine.
- Dvorac Muiden se nalazi na mjestu susretanja Amsterdamske i Nove vodoobrambene linije s morskom obalom
- Betonska skloništa u utvrdi Ruigenhoek
- Poplavljeno područje u blizini utvrde Ruigenhoek
- Pogled na tvrđavu Rhijnauwen s Vossegatsedijaka
- Festungsanlage kod Amsterdama

## Obrambena linija Amsterdama
Obrambena linija Amsterdama je duga 135 km i izgrađena je od 1880. do 1920. godine u obliku prstena oko grada Amsterdama. Čini ju 42 utvrde koje su udaljene 10-15 kilometara od središta grada, u području nizina koje se u slučaju rata mogu lako potopiti. 
Danas njima upravljaju gradska vijeća i njihova vijeća za okoliš, te se mogu posjetiti, a ulaz je besplatan na „Dan sjećanja”, 4. svibnja, i na „Dan oslobođenja”, 5. svibnja.